# Alpilles

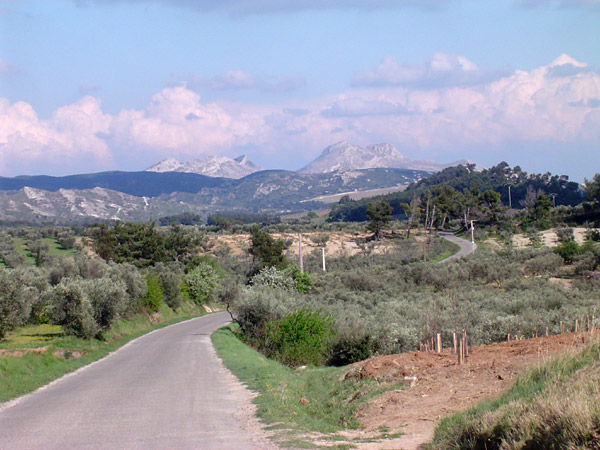
Le Alpilles riflettono una grande varietà di vegetazione

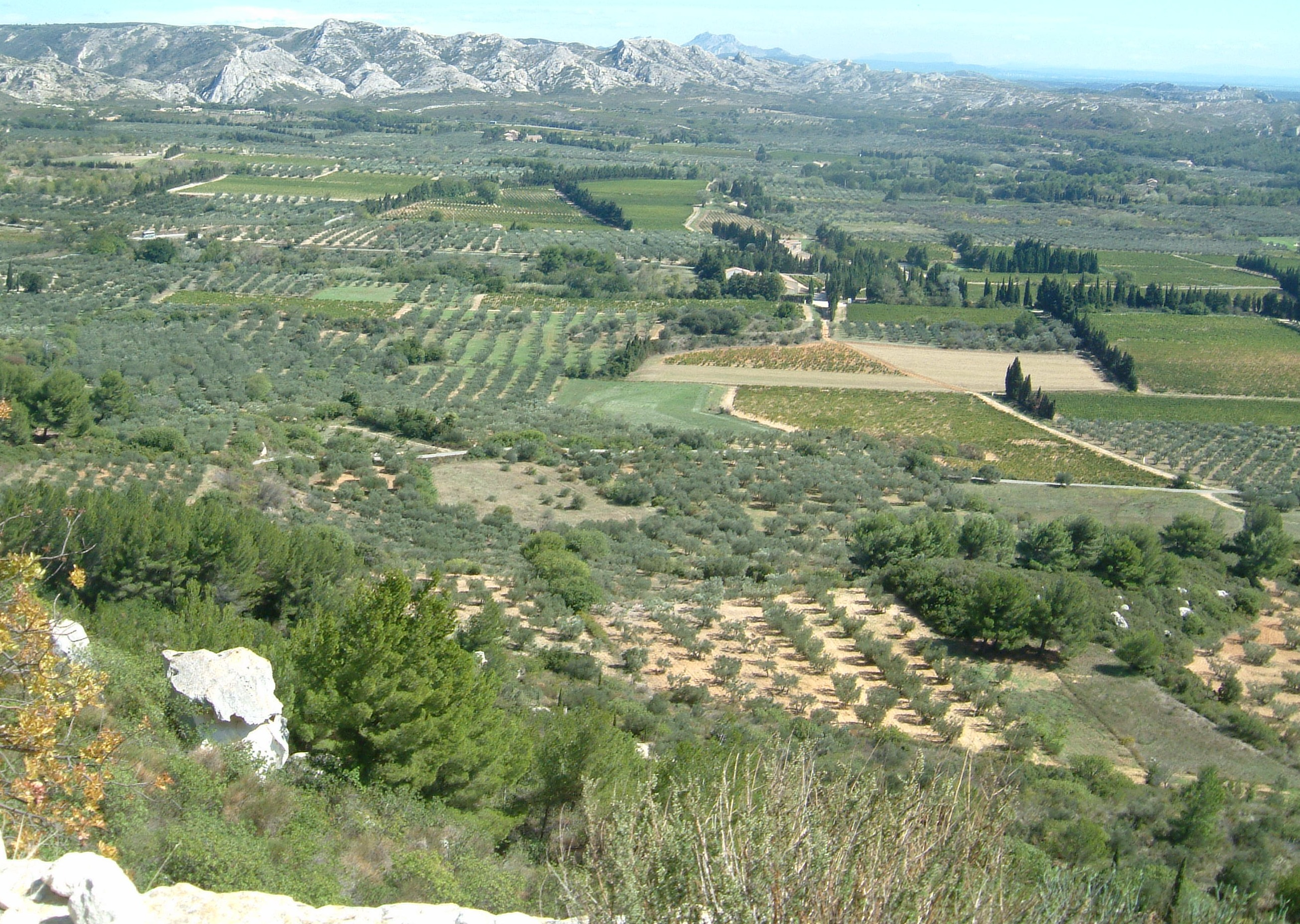
L'asperità delle Alpilles contrasta nettamente con le fertili pianure circostanti

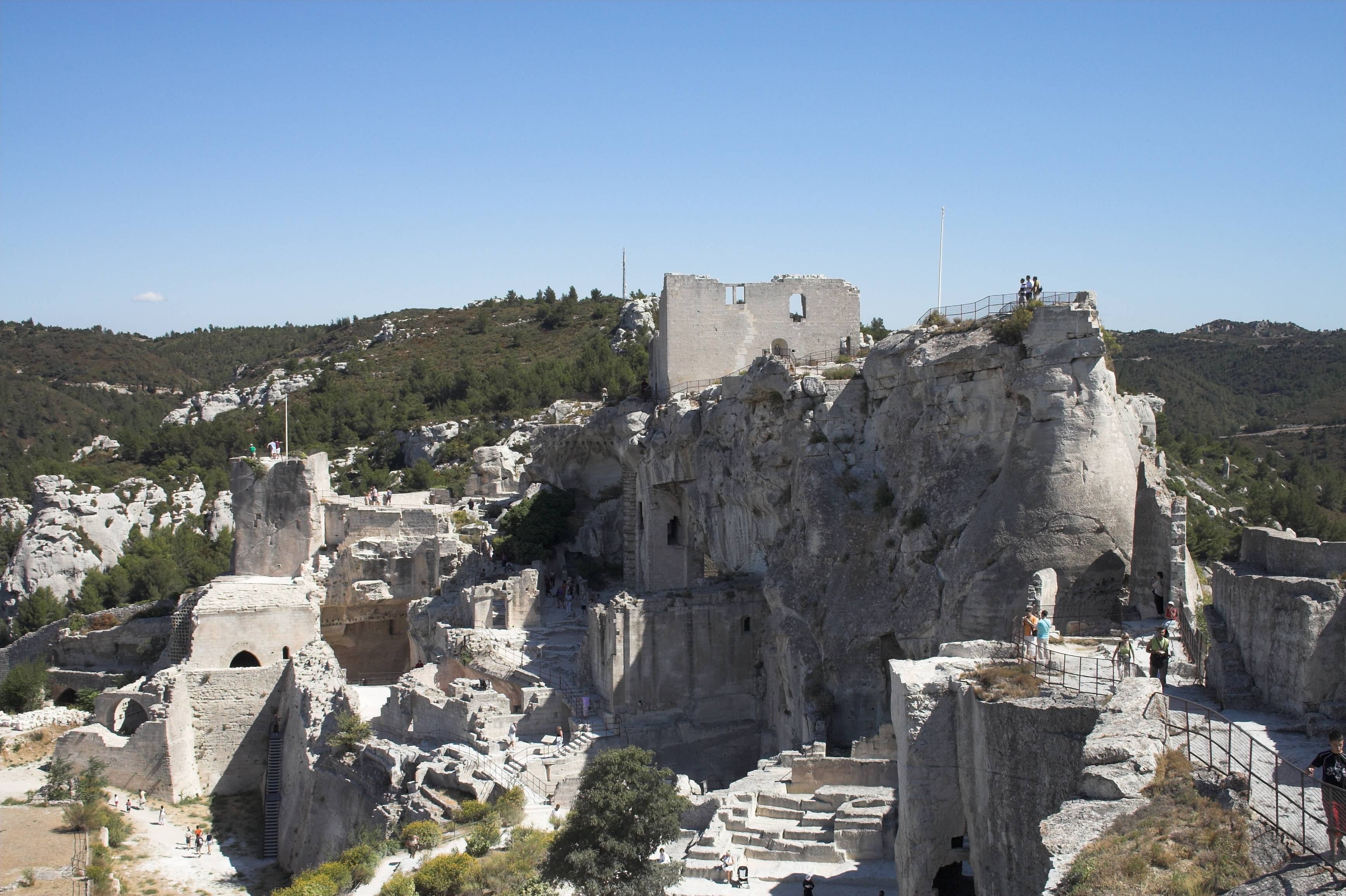
Il borgo dei Baux-de-Provence, la maggiore attrazione delle Alpilles

Le Alpilles (in italiano anche Alpille; in occitano: leis Aupilhas nella norma felibriana o lis Aupilho nella norma classica) sono un gruppo di colline della Provenza, in Francia.
Questa piccola catena montuosa, che si sviluppa in direzione E-O per una lunghezza di appena 25 km, si erge isolata tra la valle della Durance e la piana di Saint-Rémy-de-Provence (a nord) e le regioni della Camargue e della Crau (a sud). Occupa la parte nordoccidentale del dipartimento francese delle Bocche del Rodano e la sua vetta più alta sono Les Opies (493 m) nei pressi di Eyguières. La Caume (387 m) è tuttavia la cima più famosa per la sua posizione dominante al centro delle Alpilles.

## Geologia
Le Alpilles (letteralmente "piccole Alpi") costituiscono l'estrema propaggine delle Alpi nella bassa valle del Rodano e di fatto sono il prolungamento del massiccio del Luberon, dal quale sono separate dalla stretta di Lamanon. Attraverso tale stretta (localmente nota come pertuis de Lamanon) scorreva anticamente la Durance, prima che deviasse il suo corso verso Avignone.
Dal punto di vista geologico, le Alpilles sono composte da rocce sedimentarie di tipo calcareo. Nelle Alpilles sono stati rinvenuti i primi giacimenti di bauxite, così denominata per via del luogo in cui vennero aperte le prime miniere (Les Baux-de-Provence).

## Classificazione
La Partizione delle Alpi inseriva il massiccio nella sezione alpina Prealpi di Provenza. La più moderna letteratura, per motivi orografici, le esclude dal sistema alpino e le inserisce nei generici massicci di Bassa Provenza.

## Storia e cultura
La zona delle Alpilles, oltre ad essere di notevole fascino paesaggistico, è anche densa di luoghi di interesse storico e culturale. Dell'epoca romana sono le rovine dell'antica Glanum, nonché il sito archeologico chiamato Les Antiques comprendente un raro cenotafio e un arco trionfale riccamente scolpito, entrambi in ottimo stato di conservazione. A sudovest delle Alpilles, nei pressi di Fontvieille, sorgono ancora gli aqueducs de Barbegal, resti di due acquedotti gemelli di epoca gallo-romana.
La città di Saint-Rémy-de-Provence, di tipico aspetto provenzale, è il centro culturale delle Alpilles, anche se il villaggio fortificato dei Baux-de-Provence costituisce l'attrattiva turistica più visitata della zona. Il fascino delle Alpilles ha anche attratto numerosi artisti: primi fra tutti Vincent van Gogh (che soggiornò a Saint-Rémy nel periodo 1889-90) e Alphonse Daudet (che immortalò nei suoi racconti il celebre mulino nei pressi di Fontvieille). Originario della zona era invece lo scrittore provenzale Frédéric Mistral, nato a Maillane.

## Flora
La regione delle Alpilles ospita una flora di tipo mediterraneo particolarmente ricca. Innanzitutto le piante odorose quali il rosmarino, il timo, la lavanda, ma anche papaveri e ginestre. Tra gli alberi svettano i pini e cipressi, mentre lungo le pendici e nelle zone irrigue ai piedi delle Alpilles sono diffuse le coltivazioni della vite e degli alberi da frutta (mandorli).

## Galleria d'immagini

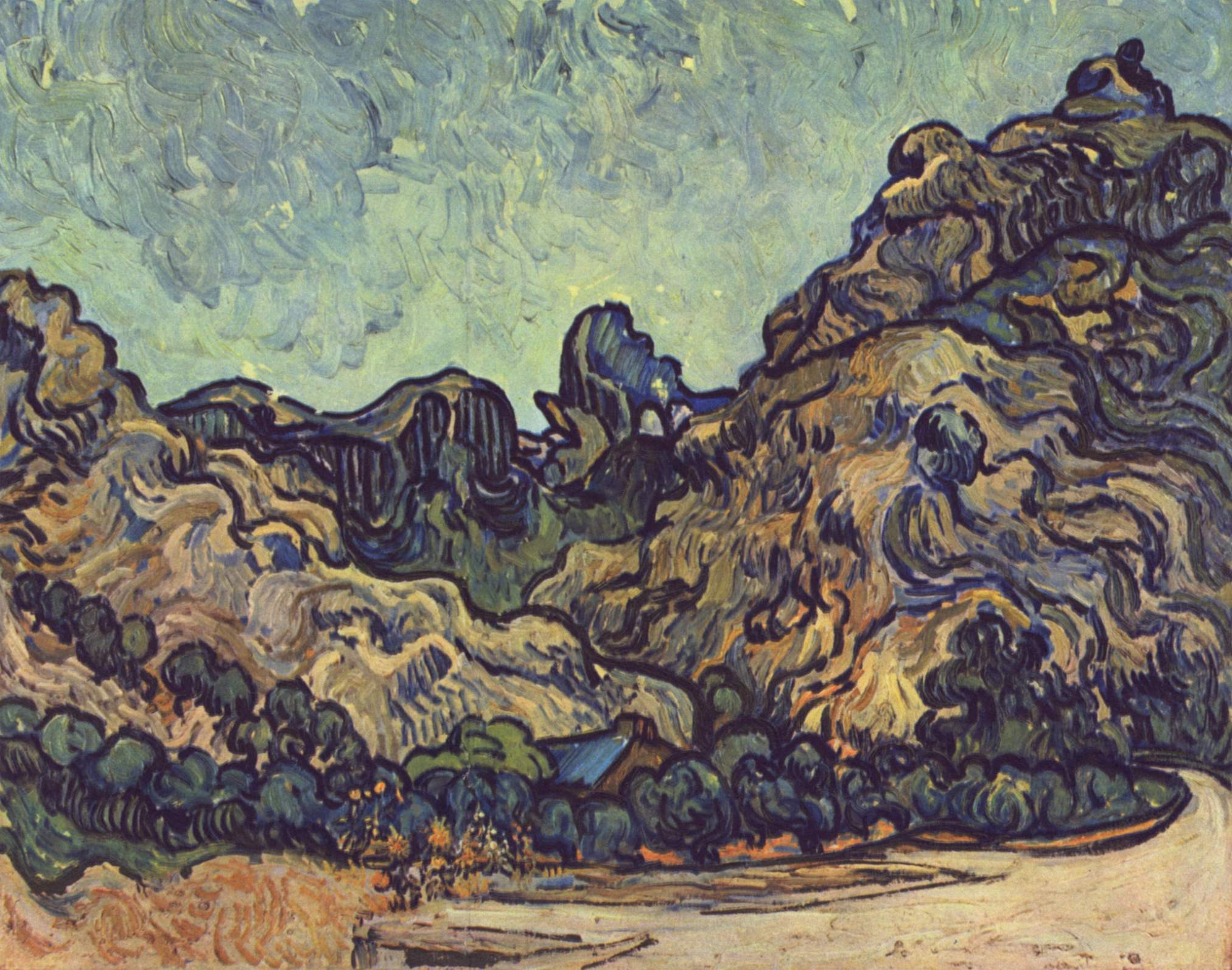
Vincent van Gogh: Les Alpilles (1889)
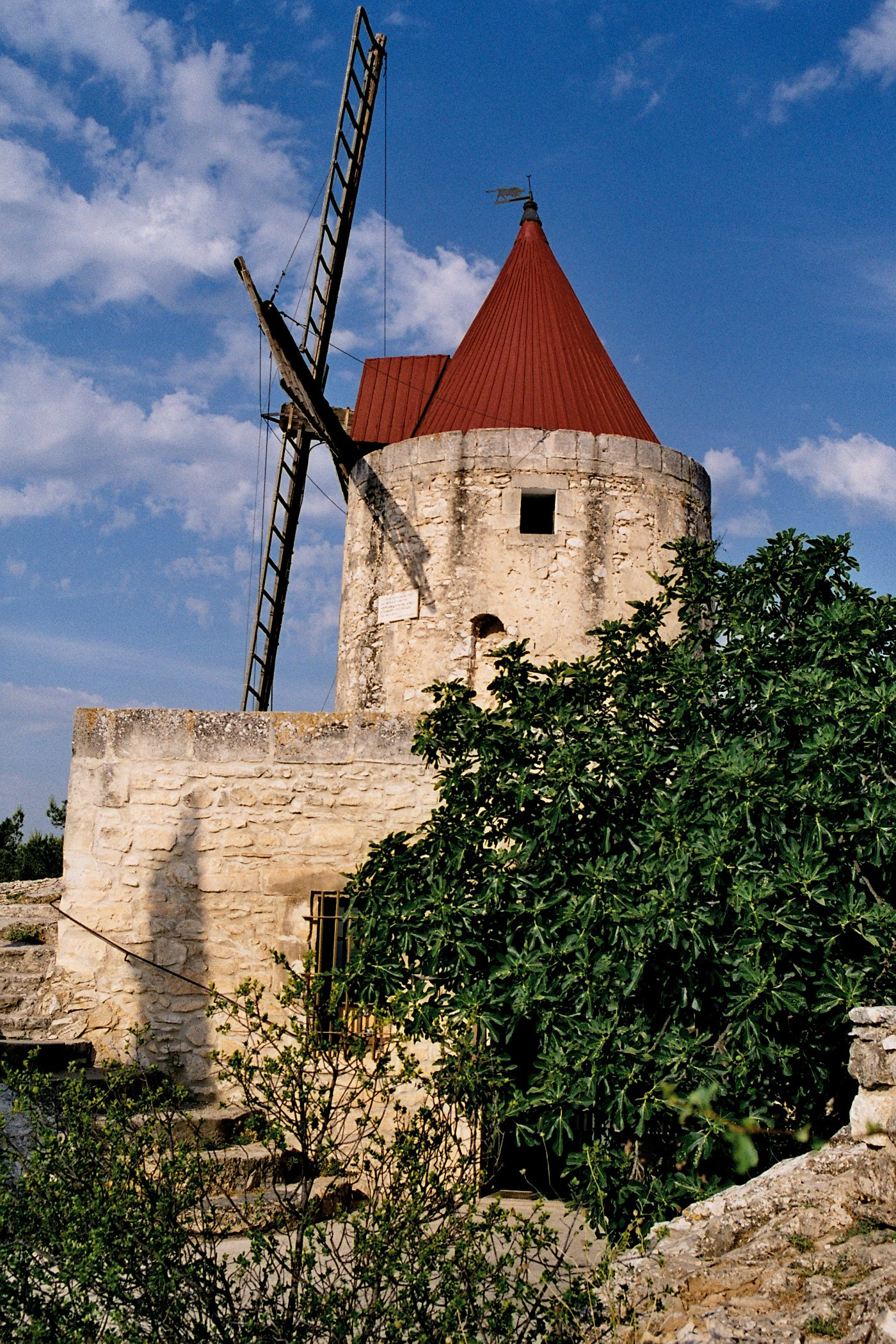
Il mulino di Daudet
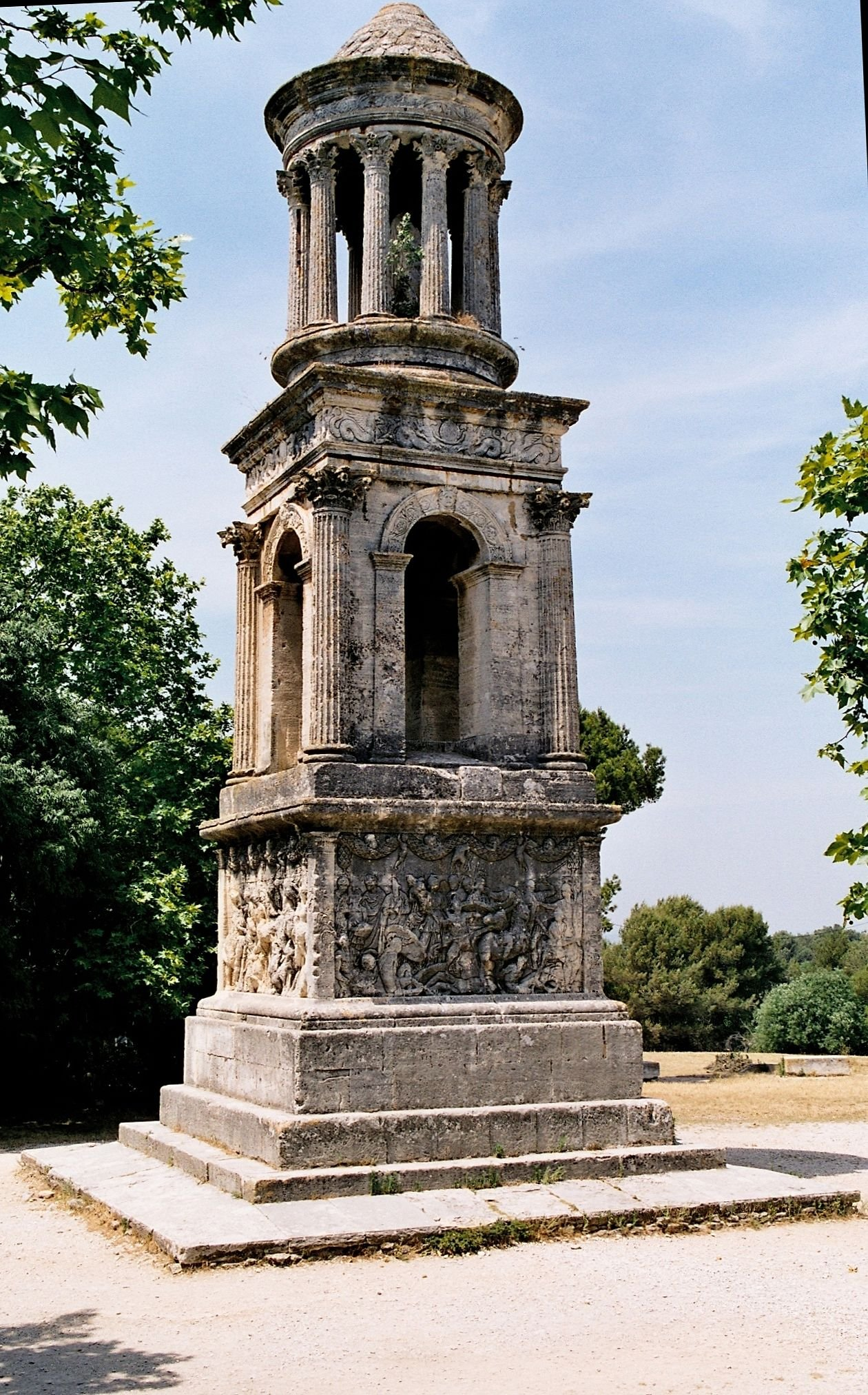
Il mausoleo di Glanum, uno dei tanti reperti romani della regione
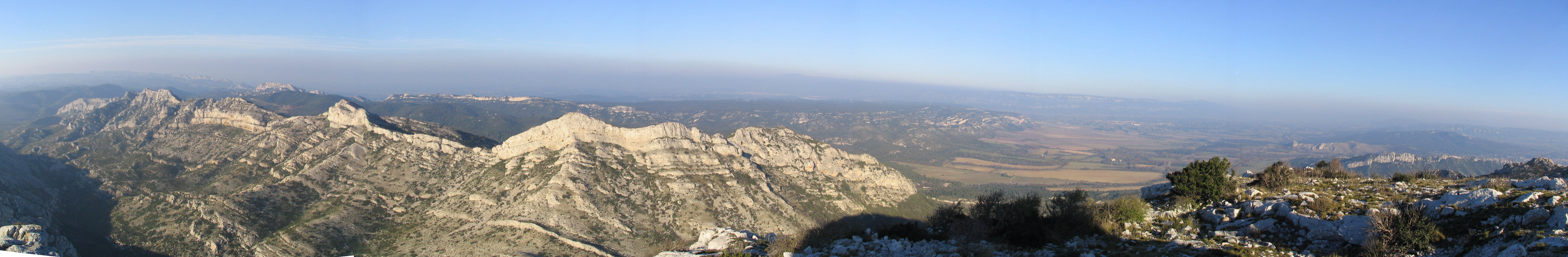
Panorama